# 鐵板少女小茜!!

第1卷的封面

鐵板少女小茜!!（鉄板少女アカネ!!）是一套在2005年4月至2006年5月期間，於少年畫報社的漫畫雜誌「YOUNG KING（ヤングキング）」中連載、由青木健生著作及由作畫的料理漫畫。2006年10月，東京廣播公司（TBS）開始播映以此漫畫為原作的電視劇。
漫畫在電視劇版開始播映前的2006年9月再次開始連載，同年12月連載結束。

## 故事概要
這是一個講述鐵板燒店店主的女兒——小茜（アカネ），在尋找其失蹤的父親——鐵馬的旅途途中，與各種各樣的料理人進行對決的故事。

## 登場人物
- （神樂茜）

主角。就讀高中時中途輟學，繼而走上要成為鐵板料理人的道路，並且尋找突然消失的父親——鐵馬。帶着鐵馬遺下的鐵板『一鐵』、駕着同時可作流動攤檔的旅行車『鐵輪魂』在全國四出奔走。因為長期接觸鐵板料理，即使手部直接觸碰到熾熱的鐵板也沒有什麼問題，更能以此確定鐵板的溫度。有男子氣概、帶有東京人氣質的性格，也常以男性的腔調說話。對鐵板料理有着過人的熱情。
- 一條心太

位於京都的老字號餐館東主的兒子。因為無法忍受修行的勞苦，所以還沒有完成就逃走了。然而，自從與小茜相遇後便改變了主意，繼續努力地修行去。後來，在伴隨小茜到達瀨戶內後，便與小茜分別，然後騎着單車開展自己修行的旅途去了。
小茜的好友。其祖父就是鑄造一鐵的造型工匠，自己也非常敬佩他。當小茜高中退學時，自己也開始向成為一位造型工匠的夢想進發。
小茜在大阪遇見的女子，是全大阪最好的鐵板燒店中一位鐵板燒廚師的女兒。
- 明石三次郎

小茜在神戶相遇的長者。表面上，他似乎是一位非常有女人緣的老伯，但實際上，他是一位被稱為「西洋料理界之神」、非常能幹的大廚。
- （西豪寺愛蓮娜；台灣翻譯為西豪寺英玲奈）

『食品公司愛蓮娜CORPORATION』的女社長。自尊心重，性格傲慢。
- 神樂千幸

小茜的母親。在廣島與鐵馬相識，雖然他們都彼此相愛，但卻受到家人的反對，想跟鐵馬一起逃走但卻又失敗了。在13年前離世。
- 神樂鐵馬

一年前失蹤的小茜的父親。被稱為全日本第一的攤檔料理人。

## 單行本
- 第1卷

ISBN 4-7859-2595-7
2005年12月28日發行
- 第2卷

ISBN 4-7859-2654-6
2006年6月28日發行
- 第3卷

ISBN 4-7859-2727-5
2006年12月13日發行

## 電視劇
本漫畫的電視劇版，於2006年10月15日開始在在東京廣播公司及其聯播網（周日劇場時段）播映。首集播放時間延長10分鐘至22:04。本劇為堀北真希首次主演無線電視台播映的電視連續劇，也是週日劇場史上最年輕的主演演員。原本預定總共放映10集，但後來因收視欠佳而縮短至9集。而香港有線電視娛樂台及台灣緯來日本台亦先後在2007年5月15日與2007年12月19日起播出，同樣播映9集，名為「鐵板少女」。
劇集旨在喚起忙碌的現代人對幾乎被他們忘記了的吃的興趣，以及讓觀眾思考關於家庭成員間的關係等。

### 演出
- （神樂茜）：堀北真希
- 一條心太：塚本高史
- （西豪寺愛蓮娜／西豪寺英玲奈）：片瀨那奈
- 北村修吾：
- 鳴海英子：

以上兩人都是愛蓮娜的秘書。
- （桂柚子）：奈津子
- （桂橘子）：亞希子

以上兩人為孿生姊妹，是小茜的好友，常在下課後到鐵板燒店幫忙。
- 友部（魚店）：飯田基祐
- 木下（酒屋）：田村三郎
- 二宮（乾貨店）：諏訪太朗

以上三人皆為鐵板燒店的熟客。
- 郵差：
- 嵐山蒼龍：龍雷太（特別演出）

代表日本的傳奇料理人、世界級的美食之王。
- 黑金銀造：陣内孝則

自稱「鐵馬的好友」，且聲稱因聽聞鐵馬失蹤而來到鐵板燒店看看。
- 神樂鐵馬：？（無公佈）

### 客串演出
- 第2集：
  - 濱田豐子：
  - （立花彌生）：
  - 濱田慎吾：濱田岳

- 第3集：
  - 白井文平：
  - 白井文乃：水橋貴己

- 第4集：
  - 姫野桃香：水谷妃里
  - 椎名蘭子：長谷部瞳
  - （早乙女百合）：

- 第5集：
  - 入江福美：遠山景織子

- 第6集：
  - 山川秦子：淺香光代
  - 山川謙二：宮下直紀
  - 山川秀喜：佐藤二朗

- 第7-9集：
  - 王悅子：

### 其他
- 旁述：秀島史香

### 播放日期、副題及收視率
| 集數                                                                    | 播放日     | 日文副題 | 中文副題                              | 收視率 |
| ----------------------------------------------------------------------- | ---------- | -------- | ------------------------------------- | ------ |
| 第1集                                                                   | 2006/10/15 |          | 鐵板燒料理是生命!! 回到父親的味道去!! | 11.0%  |
| 第2集                                                                   | 2006/10/22 |          | 比賽!! 絕品鐵板麵                     | 7.3%   |
| 第3集                                                                   | 2006/10/29 |          | 北海道美味No.1決戰螃蟹VS馬鈴薯        | 8.7%   |
| 第4集                                                                   | 2006/11/5  |          | 校園節節食料理戰鬥!!                  | 10.3%  |
| 第5集                                                                   | 2006/11/12 |          | 再見了，心太…淚之河豚鍋               | 8.7%   |
| 第6集                                                                   | 2006/11/19 |          | 松茸老婆婆的反擊                      | 6.5%   |
| 第7集                                                                   | 2006/11/26 |          | 橫濱中華街龍蝦對決衝擊之敵！          | 8.4%   |
| 第8集                                                                   | 2006/12/3  |          | 漢堡扒對決！背叛的理由                | 8.1%   |
| 大結局                                                                  | 2006/12/10 |          | 今晚所有謎團都被揭曉！                | 9.5%   |
| 平均收視率：8.7% （收視率為日本關東地區的收視率，由Video Research調查） |            |          |                                       |        |

### 製作人員
- 原作：青木健生
- 漫畫：
- 系列構成：秦建日子
- 編劇：松田知子、等
- 音樂：山下康介
- 主題曲：｢SAYONARA｣
  - 主唱：ORANGE RANGE
  - 唱片公司：Sony Music Records
- 監製：橋本孝、倉貫健二郎（DREAMAX TELEVISION）及齋藤賴照（東京廣播公司）
- 導演：倉貫健二郎、竹村謙太郎、森嶋正也
- 製作協力：TSP
- 製作：東京廣播公司、DREAMAX TELEVISION

### 與原作不同之處
- 沒有出現小茜烹飪時直接接觸鐵板的場面。
- 心太的設定有不同的地方。在電視劇中，他是小茜的青梅竹馬。此外，其作為餐館東主兒子的設定並沒有改變，但餐館則變成被摧毀了。而在原作中說關西方言的心太，在電視劇中變成說標準語。
- 在原作中，鐵輪魂是由小茜自己駕駛的，但在電視劇中卻是由心太和黑金駕駛。

### 在電視劇中出現過的事物
- 車輛
  - 汽車
  - 鐵輪魂：大發Hijet（第8代（1994-1999年 S100系））

## 作品的變遷
| 日本東京廣播公司 週日劇場               | 日本東京廣播公司 週日劇場                  | 日本東京廣播公司 週日劇場 |
| --------------------------------------- | ------------------------------------------ | ------------------------- |
|                                         | 鐵板少女小茜!! （2006.10.15 - 2006.12.10） |                           |
| 我比誰都愛媽媽 （2006.7.2 - 2006.9.10） | 華麗一族 （2007.1.14 - 2007.3.18）         |                           |

## 外部連結
- 少年畫報社 （页面存档备份，存于）
- 有賀MEGAMIX（作畫者的網站）
- 電視劇版官方網站 （页面存档备份，存于）
- 電視劇版外景拍攝場地一覽表 （页面存档备份，存于） 衛星圖